# ماريا صوفيا فيلاسكيز
ماريا صوفيا فيلاسكيز (بالإسبانية: María Sofía Velásquez)‏ هي متسابقة ملكة الجمال بنمية، ولدت في 1971 في بنما في بنما.